# 백록기 축구대회
백록기 축구대회는 대한민국 제주도에서 열리는 고교 축구대회이다.
이 대회는 제주도내 지역언론인 제민일보가 1993년에 창설하였으며, 청소년 축구의 저변 확대와 우수선수 발굴 및 육성, 그리고 생활체육의 활성화를 목적으로 한다. 제주도에서 개최되는 또다른 축구대회로는 백호기 축구대회가 있는데, 백호기 축구대회는 제주도내 초,중,고등학교가 참가하는 반면, 백록기 축구대회는 전국의 고등학교만 참가하게 되어있다.

## 역대 우승
| 횟수 | 연도 | 우승                  | 준우승               | 최우수선수(MVP)     | 득점왕                          |
| ---- | ---- | --------------------- | -------------------- | ------------------- | ------------------------------- |
| 01회 | 1993 | 청주상업고등학교      | 울산현대고등학교     | 박성배 (청주상고)   | 박성배 (청주상고)               |
| 02회 | 1994 | 금호고등학교          | 영등포공업고등학교   | 고종수 (금호고)     |                                 |
| 03회 | 1995 | 안양공업고등학교      | 학성고등학교         |                     |                                 |
| 04회 | 1996 | 대륜고등학교          |                      |                     |                                 |
| 05회 | 1997 | 대륜고등학교          | 이리고등학교         | 김기철 (대륜고)     | 서관수 (중대부고)               |
| 06회 | 1998 | 제주제일고등학교      | 대륜고등학교         |                     |                                 |
| 07회 | 1999 | 중경고등학교          | 이천실업고등학교     |                     |                                 |
| 08회 | 2000 | 안동고등학교          | 이리고등학교         | 신현(안동고)        |                                 |
| 09회 | 2001 | 안동고등학교          | 대륜고등학교         |                     |                                 |
| 10회 | 2002 | 안양공업고등학교      | 동북고등학교         |                     |                                 |
| 11회 | 2003 |                       |                      |                     |                                 |
| 12회 | 2004 | 금호고등학교          | 한양공업고등학교     | 문대성 (금호고)     | 이광희 (한양공고)               |
| 13회 | 2005 | 장훈고등학교          | 금호고등학교         | 김홍철 (장훈고)     | 유병수 (언남고)                 |
| 14회 | 2006 | 광양제철고등학교      | 보인정보산업고등학교 | 김진현 (광양제철고) | 유병수 (언남고)                 |
| 15회 | 2007 | 과천고등학교          | 부경고등학교         | 윤성우 (과천고)     | 김동기 (부경고) 심재명 (풍생고) |
| 16회 | 2008 | 광양제철고등학교      | 금호고등학교         | 정현윤 (광양제철고) | 신호준 (금호고등학교)           |
| 17회 | 2009 | 강릉문성고등학교      | 이리고등학교         | 유용종 (문성고)     | 이제길 (오현고)                 |
| 18회 | 2010 | 포항제철공업고등학교  | 서귀포고등학교       | 손준호 (포철공고)   | 김종민 (장훈고)                 |
| 19회 | 2011 | 장훈고등학교          | 대동세무고등학교     | 박지우 (장훈고)     | 엄명식 (대동세무고)             |
| 20회 | 2012 | 신갈고등학교          | 운봉공업고등학교     | 노원혁 (신갈고)     | 남동우 (중대부고)               |
| 21회 | 2013 | 한양공업고등학교      | 유성생명과학고등학교 | 유진석 (한양공고)   | 김준선 (유성생과고)             |
| 22회 | 2014 | 금호고등학교          | 제주 유나이티드 U-18 | 박일권 (금호고)     | 나상호 (금호고)                 |
| 23회 | 2015 | 문성고등학교          | 경신고등학교         | 김정연 (문성고)     | 하재현 (용호고)                 |
| 24회 | 2016 | 수원공업고등학교      | 대신고등학교         | 함종민 (수원공고)   | 박준혁 (동래고)                 |
| 25회 | 2017 | 충북 청주대성고등학교 | 충남 신평고등학교    | 강현준 (청주대성고) | 김창헌 (신평고)                 |
| 26회 | 2018 | 서울 경희고등학교     | 서울 중경고등학교    | 안재욱 (경희고)     | 손호준 (청주대성고, 8골)        |
| 27회 | 2019 | 대구 대륜고등학교     | 서울 경희고등학교    | 김인환 (대륜고)     | 오준엽                          |
| 28회 | 2020 | 서울 중경고등학교     | 서울 경희고등학교    | 심승현 (중경고)     | 조민성 (중경고)                 |
| 29회 | 2021 | 풍생고등학교          | 서울 중경고등학교    |                     |                                 |
| 30회 | 2022 | 서울 경희고등학교     | 충남 신평고등학교    | 심현욱 (경희고)     | 서동혁 (경기용인축구센터)       |
| 31회 | 2023 | 충남 신평고등학교     | 서울 장훈고등학교    | 이주환 (신평고)     | 박찬교 (신평고)                 |
| 32회 | 2024 | 용인시축구센터 덕영   | 서울 중앙고등학교    | 박수환 (용인덕영)   | 김재영 (용인덕영)               |

## 역대 출전 주요 선수
- 박성배: 1회 대회 우승, MVP(청주대성고), 전 용인시청 (내셔널리그)
- 고종수: 2회 대회 우승, MVP(금호고), 전 대전시티즌 감독 (K리그1)
- 이영표: 3회 대회 우승(안양공고), 현 KBS 해설위원
- 김동진: 7회 대회 4강(안양공고), 현 서울 이랜드 FC (K리그1)
- 백지훈: 8회 대회 우승(안동고), 현 수원 삼성 블루윙즈 (K리그1)
- 김진규: 8회 대회 우승(안동고), 전 FC 서울 감독대행 (K리그1)
- 박주영: 11회 대회 16강(청구고), 현 울산 HD FC (K리그1)
- 유병수: 13회 대회 4강, 득점왕, 14회 대회 8강, 득점왕(언남고), 현 FC 로스토프 (러시아 프리미어리그)
- 윤석영: 14회 대회 우승, 16회 대회 우승(광양제철고), 현 강원 FC (K리그1)
- 지동원: 16회 대회 우승(광양제철고), 현 수원 FC (K리그1)
- 손준호: 18회 대회 우승, MVP(포항제철고), 현 수원 FC (K리그1)

## 같이 보기
- 백호기 축구대회